# Adoretus ampliatus
Adoretus ampliatus är en skalbaggsart som beskrevs av Leon Fairmaire 1904. Adoretus ampliatus ingår i släktet Adoretus och familjen Rutelidae. Inga underarter finns listade i Catalogue of Life.